# Вентильные металлы
Вентильными металлами принято называть металлы, оксиды которых образуют пленки такие, что их проводимость в противоположных направлениях сильно различается (это и есть «вентильное» свойство). Типичные представители — алюминий, тантал, титан, ниобий, цирконий. Пленка имеет иные физико-химические свойства, чем сам металл: она тверже, устойчивее к коррозии и износу. Оксидированная поверхность металлического изделия становится более прочной и более устойчивой к любым внешним воздействиям — в частности, к трению. Новое покрытие по некоторым параметрам похоже на керамику: оно обладает теплозащитными, диэлектрическими и антикоррозионными свойствами.
По мнению ученых, в перспективе усовершенствованную технологию можно внедрить в промышленное использование и применять при производстве гражданской продукции. Схожие технологии периодически пытаются применять зарубежные производители электронной техники — например, для придания большей прочности поверхностям ноутбуков и смартфонов. Но из-за дороговизны технологии такая продукция значительно дороже обычных гаджетов и не пользуется массовым спросом.